# Weißer Main
Le Weißer Main (français : Main blanc) est une rivière allemande de 45 km de long qui coule dans le land de la Bavière. Il conflue avec le Roter Main pour former le Main, il est donc un sous-affluent du Rhin.

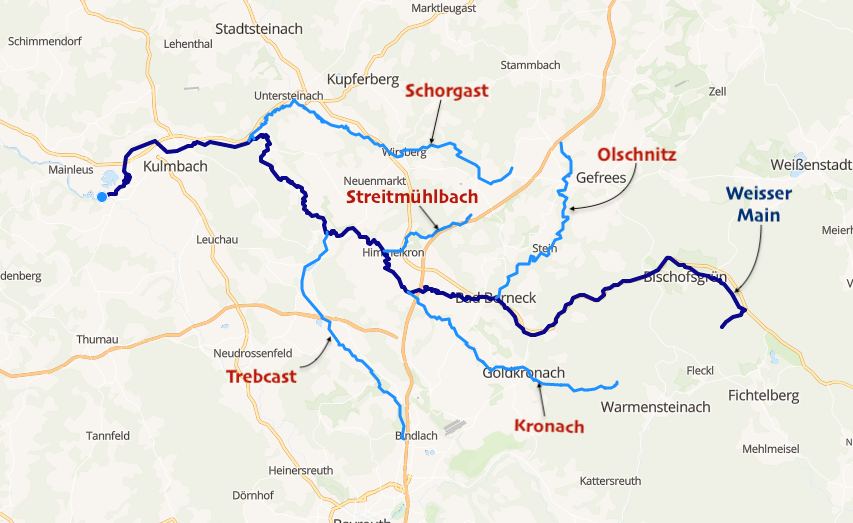
Cours du Weißer Main avec ses principaux affluents.